# Dau Al Set
O Dau al Set é um grupo artístico da vanguarda catalã, criado em torno da revista com o mesmo nome, em Barcelona, em Outubro de 1948. O seu título, que significa A Sétima Face do Dado, mostra já o seu carácter de ruptura.
Os seus membros fundadores foram Joan Brossa, poeta, criador do nome do grupo e da revista, Arnau Puig, filósofo, e os pintores Joan Ponç (director da revista), Antoni Tàpies, Modest Cuixart e Joan-Josep Tharrats (editor e impressor da revista). Juntar-se-à mais tarde, Juan Eduardo Cirlot, polígrafo.
Associado, no início, ao movimento Dada, passou pelo hiper-realismo, surrealismo e pelo existencialismo, até convergir num estilo próprio, auto-excluído do ambiente cultural do franquismo, e com pretensões de agitar a sociedade catalã.
Com uma trajectória irregular, o grupo acabou por se dissolver em 1954. Apesar da sua curta existência, é considerada a primeira grande referência da cultura de resistência, do pós-guerra civil de Espanha.